# Eva Funck
 (juillet 2014).
Si vous disposez d'ouvrages ou d'articles de référence ou si vous connaissez des sites web de qualité traitant du thème abordé ici, merci de compléter l'article en donnant les références utiles à sa vérifiabilité et en les liant à la section « Notes et références ».
Eva Funck (née le 28 mai 1956 à Stockholm), est une chanteuse, actrice, directrice artistique[réf. nécessaire] et musicienne[réf. nécessaire] suédoise.

## Filmographie
- 1991 - Froggy et Charlie au pays des pommes de pin (voix)